# Partido Comunista de Malasia
El Partido Comunista de Malasia (en inglés: Communist Party of Malaya; en chino mandarín: 马来亚共产党, Mǎláiyǎ Gòngchǎndǎng; en malayo: Parti Komunis Malaya, ڤرتي کومونيس ملايا; en tamil: மலாயா கம்யூனிஸ்ட் கட்சி, Malāyā kamyūṉisṭ kaṭci) fue un partido político que existió en la Federación Malaya y la actual Malasia. Fue fundado en 1930 y entregó las armas en 1989. Fue conocido principalmente por su papel en la Emergencia Malaya. También contribuyó a la independencia de Malasia, papel el cual es todavía objeto de tabú y controversias en la sociedad malaya, siendo sistemáticamente eliminado y ocultado al público debido a los intereses políticos de los actuales partidos dominantes dentro del país.

## Historia

### Formación
En abril de 1930 el Partido Comunista de los Mares del Sur fue disuelto y reemplazado por el Partido Comunista de Malaya. Aunque su ámbito de actuación prioritario eran las actuales Malasia y Singapur, el Partido también estaba activo en Tailandia y las Indias Orientales Neerlandesas (actual Indonesia), que no contaban todavía con sus propios partidos comunistas.

### Crecimiento
El Partido operó como una organización ilegal bajo el régimen colonial británico. En junio de 1931, muchos líderes del Partido fueron arrestados después de que un mensajero de la Internacional Comunista fuera interceptado por la policía, enviando al Partido a su práctica disolución. La información extraída al mensajero indicaba que en este punto había 1.500 miembros del Partido y 10.000 simpatizantes.
Pese al duro golpe, el PCM ganó influencia en el movimiento obrero y organizó numerosas huelgas, destacando principalmente la huelga de la mina de carbón de Batu Arang en 1935. También establecieron comités de trabajadores en algunos lugares de trabajo. Estos comités, y las huelgas, fueron rápidamente aplastados por militares y policías. Muchos comunistas malayos de origen chino fueron deportados a China, en donde fueron frecuentemente ejecutados por el gobierno nacionalista de Chiang Kai-shek, enfrentado militarmente al Partido Comunista de China.
Tras la invasión de China por parte de Japón en 1937 hubo un acercamiento entre la sección malaya del Kuomintang y los comunistas, en paralelo a lo que sucedía en la propia China. Bajo el paraguas del Kuomintang, el PCM fue capaz de operar con mayor facilidad. El sentimiento antijaponés entre los chinos malayos le dio al Partido una gran oportunidad para reclutar miembros y recaudar fondos bajo el pretexto de la defensa de China.
En esta época, el Partido estaba infiltrado por un aparente agente británico llamado Tai Leck, que fue nombrado Secretario General en abril de 1939. Pese a este severo fallo de seguridad, el Partido continuó operando de forma efectiva. A mediados de 1939 afirmaba contar con 40.000 miembros, de los cuales la mitad se encontraban en Singapur.

### Estructura
El PCM estaba encabezado por un Comité Ejecutivo Central conformado por entre 12 y 15 miembros. Aproximadamente 6 de ellos eran elegidos por el Buró Político que dirigía el Partido cuando el CEC no estaba en sesión. Cada Estado contaba con su Comité Ejecutivo Central Estatal y se subdividía en varios distritos. La unidad organizativa más básica era la célula, que solía consistir de miembros procedentes de un centro de trabajo o una aldea. Los Congresos del Partido se celebraban de forma ocasional.

### Segunda Guerra Mundial

Bandera del Ejército Popular Malayo Antijaponés o EPMAJ.

El 8 de diciembre de 1941, el Imperio Japonés invadió Malasia. Las autoridades coloniales británicas aceptaron la oferta del PCM de cooperación militar. El 15 de diciembre, todos los presos políticos izquierdistas fueron liberados.
A partir del 20 de diciembre el Ejército británico comenzó a entrenar a los miembros del Partido en guerra de guerrillas en la 101.º Escuela Especial de Entrenamiento (101st STS) establecida ad hoc en Singapur. Cerca de 165 miembros del PCM fueron entrenados antes de que las defensas británicas colapsaran ante los japoneses. Estos combatientes, pobremente armados y equipados por unos apresurados británicos, se dispersaron rápidamente y trataron de acosar al Ejército invasor.
Justo antes de que Singapur cayera ante los japoneses el 15 de febrero de 1942, el Partido comenzó a organizar la resistencia armada en el Estado de Johore. Pronto cuatro grupos armados, que serían conocidos como "Regimientos", fueron formados, con los alumnos de la 101st STS como núcleo. En marzo esta fuerza se convirtió en el Ejército Popular Malayo Antijaponés (EPMAJ) y comenzaron a sabotear y emboscar a los invasores japoneses. Éstos respondieron con represalias contra civiles chinos. Estas represalias, unidas al creciente bloqueo económico, causó que grandes números de malayos de etnia china huyeran de las ciudades. Se ocultaron en los márgenes forestales, donde se convirtieron en la principal fuente de reclutas, alimentos y otros tipos de asistencia para el EPMAJ. El EPMAJ consolidó este apoyo dándoles protección.
Estimaciones de académicos afirman que a mediados de 1942 la fuerza del EPMAJ era de 100 combatientes en el 1.º Regimiento, 160 en el 2.º, 360 en el 3.º, y 250 en el 4.º. En esta época se fundaron el 5.º, 6.º y 7.º Regimiento. Este Ejército, que incluía a mujeres, fue concebido como una fuerza político-militar, siguiendo las líneas maoístas.
Cuando Singapur cayó, Lai Teck fue arrestado por los japoneses y comenzó a trabajar para ellos. El 1 de septiembre de 1942, siguiendo su información, los japoneses lanzaron una redada sobre una conferencia secreta de más de 100 líderes del PCM y el EPMAJ en las cuevas de Batu, al norte de Kuala Lumpur, matando a la mayoría. La pérdida de personal forzó al EPMAJ a abandonar su sistema de comisariado político, pasando los comandantes militares a dirigir los regimientos. A continuación el EPMAJ pasó a evitar los enfrentamientos y a concentrarse en la consolidación, amasando 4.500 soldados para la primavera de 1943.
A partir de mayo de 1943, los comandos británicos de la Force 136 se infiltraron en la Malasia ocupada y establecieron contacto con las guerrillas antijaponesas. A principios de 1944 se estableció un acuerdo por el cual el EPMAJ aceptó algunas directrices del Comando Aliado del Sudeste Asiático (SEAC), por lo que los Aliados suministrarían al EPMAJ suministros y armas. No fue hasta la primavera de 1945, sin embargo, que comenzarían a llegar cantidades significativas de material por vía aérea.

### Posguerra
La rendición de Japón el 15 de agosto de 1945 pilló a los combatientes malayos por sorpresa. El primer contingente británico de tropas de reocupación no llegó hasta el 3 de septiembre; Singapur fue reocupada el día 8. La guarnición japonesa se retiró de las zonas rurales, dejando un vacío de poder que fue llenado por el EPMAJ. En muchos lugares, especialmente áreas de mayoría china, los combatientes del EPMAJ fueron recibidos como héroes que emergieron de la selva.
Los británicos reconocieron la autoridad del EPMAJ, pagando a sus combatientes por su papel durante la ocupación. Las guerrillas, mientras tanto, confiscaron armamento japonés y reclutaron con libertad, formando un 8.º Regimiento y aumentando su capacidad armada por encima de los 6.000 combatientes. Al mismo tiempo lanzaron represalias contra los colaboracionistas en la Policía malaya y la población civil, empezando a recaudar el conocido como "impuesto revolucionario".
El 12 de septiembre de 1945 se instaló la Administración Militar Británica en Kuala Lumpur. Ese mismo año, el EPMAJ accedió a regañadientes a su autodisolución. Las armas fueron entregadas en ceremonias en las que se alabó su papel en tiempo de guerra. Oficialmente fueron desmovilizados 6.800 soldados, pero un porcentaje conservó sus armas, particularmente armas de mano. El Partido todavía no era legal pero podía actuar sin represión.
El PCM adoptó una política de "Frente Nacional", construyendo una coalición amplia para trabajar por la independencia de Malasia dentro de los cauces legales. Debido a las malas condiciones económicas, las autoridades británicas se enfrentaron inmediatamente con huelgas y manifestaciones en las que los comunistas jugaban una parte activa. Algunos de ellos fueron reprimidos por la fuerza y algunos líderes desaparecieron. El PCM también ejercía influencia a través de partidos parlamentarios como la Unión Democrática Malaya y el Partido Nacionalista Malayo.
En 1946, tras un descontento con la cauta línea de la dirección, una investigación dio pie a los rumores sobre la traición de Lai Teck. Antes de que fuese interrogado por los órganos del PCM en marzo de 1947, Lai Teck huyó del país llevándose con él los fondos del Partido. Visiblemente agitado, el Comité Ejecutivo Central mantuvo la deserción en secreto durante un año mientras luchaban por localizarle. Chin Peng, de 26 años de edad, fue elegido como nuevo Secretario General. Oficial veterano del 5.º Regimiento del EPMAJ en Perak, fue el principal enlace del Partido con la Force 136. A partir de aquí, la línea del PCM comenzó a volverse más resueltamente antibritánica.

### Emergencia Malaya

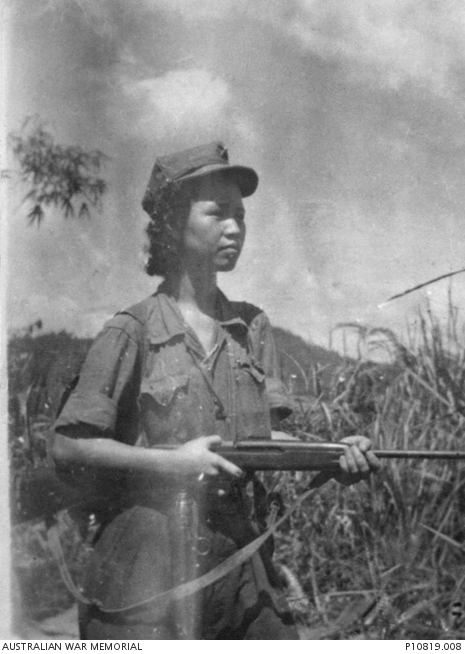
Guerrillera del Ejército Popular de Liberación Malayo (EPLM) en el distrito de Ipoh (1951)

En medio de una creciente atmósfera de tensión, el Gobierno ilegalizó a las crecientes federaciones de sindicatos el 12 de junio de 1948. Cuatro días más tarde, el 16 de junio, declararon el estado de emergencia después de que tres terratenientes europeos fueran asesinados por comunistas en Perak. Se les dieron instrucciones precisas a los policías para detener a los responsables, incluyéndose entre los castigos la pena de muerte, que podía ser administrada mediante ejecuciones sumarísimas - esto es, sin un juicio ordinario.
En las dos semanas siguientes cientos de miembros del PCM fueron arrestados, y el Partido fue ilegalizado el 23 de julio. Los militantes del Partido se reagruparon en la jungla como el Ejército Popular Malayo Anti-Británico (EPMAB), siendo principalmente veteranos del EPMAJ. El primer comandante, Lau Yew, fue abatido en combate el 16 de julio. El propio Chin Peng escapó a duras penas de la detención y se reincorporó a sus camaradas con dificultad.
Durante este período el PCM también comenzó a practicar la intimidación, e incluso el asesinato, contra población civil bajo el pretexto de recabar ayuda material, información y silencio. Esta política contribuyó a la pérdida de apoyo popular.
El 1 de febrero de 1949 el EPMAB cambió su nombre a Ejército Popular de Liberación Malayo (EPLM) y el Partido comenzó a hacer campaña a favor de la "República Popular Democrática Malaya", que incluiría a Singapur.
El EPLM tenía unos Cuarteles Generales controlados por una Comisión Militar Central que consistía del Politburó y algunos oficiales políticos y comandantes regimentales del EPLM. Los miembros más influyenes del Politburó fueron Chin Peng, Yeung Kwo y Lau Lee. En este punto el EPLM tenía alrededor de 4.000 combatientes, de los cuales el 10% eran mujeres. Fue dividido en diez Regimientos, nueve de los cuales eran de composición étnica predominantemente china y uno de los cuales era de composición étnica predominantemente indostánica y malaya. Este último fue eliminado con éxito por los británicos, quienes querían que la insurgencia estuviese contenida en la comunidad sino-malaya.
Una organización civil llamada Min Yuen apoyó al EPLM, recabando suministros e información.
El EPLM se estableció en campamentos selváticos o de jungla similares - o incluso en las mismas localizaciones - a los que utilizó el EPMAJ durante la Segunda Guerra Mundial. A mediados de la década de 1950 el EPLM, con la ayuda del Min Yuen, obtuvo uniformes. Éstos eran de color caqui o con el estampado verde jungla típico de los británicos. Tanto el EPMAJ como el EPLM utilizaban frecuentemente gorras con insignias de tres estrellas, simbolizando a las tres razas de Malasia: malayos, chinos e indostánicos.
Las guerrillas favorecían principalmente emboscadas contra carreteras o vías ferroviarias, llevando a cabo una media de 17 emboscadas mensuales entre septiembre de 1949 y febrero de 1950, y 56 al mes entre febrero y septiembre de 1950, llegando al pico de 100 en el último mes.
Para prevenir que los campesinos, particularmente jornaleros, ayudaran a las guerrillas, los británicos comenzaron políticas de relocalización, que se convirtieron en el principal componente de la estrategia británica bajo el "Plan Briggs" de 1950. Para mediados de la década alrededor de 500.000 personas, casi el 10% de la población malaya, había sido reubicada en "Nuevas Aldeas", que se encontraban rodeadas por verjas con concertinas y policías armados. En las minas y los Estados, los empleados no tuvieron que enfrentarse a la relocalización sino a un "reagrupamiento" en instalaciones vigiladas. Alrededor de 650.000 personas fueron reagrupadas de esta manera.
Además, en junio de 1951 se estableció un programa general de control alimentario llamado "Operación Inanición" (Operation Starvation en inglés). En las "zonas de restricción alimentaria" solo estaba permitido comer en casa, siendo prohibido en cafeterías, restaurantes o centros de trabajo. Los tenderos tenían que mantener un estricto control de la comida que vendían, y los bienes enlatados tenían que ser apuntados a la hora que eran vendidos para asegurar que eran utilizados con prontitud. La quema generalizada de aldeas sospechosas de simpatías comunistas también fue común en los primeros años.
Como estrategia militar, estas medidas restrictivas fueron altamente exitosas. Para 1953 el EPLM aquejaba con frecuencia de escasez de alimentos y sus filas decrecieron. Enfrentándose al fracaso en establecer "Zonas Liberadas", el PCM recuperó su trabajo con sindicatos y partidos políticos. El EPLM, por su parte, comenzó a penetrar en la población aborigen de Malasia en busca de apoyos. El internamiento de aborígenes fue abandonado por el elevado número de muertes, y el gobierno adoptó en su lugar la estrategia de ofrecer ayudas a los aborígenes y construir fuertes en territorio aborigen.
En julio de 1955 tuvieron lugar las primeras elecciones generales de la Federación Malaya, con Tunku Abdul Rahman convirtiéndose en Ministro Jefe. Uno de sus primeros actos fue decretar una amnistía parcial. La amnistía tuvo lugar hasta el 6 de febrero de 1956 pero resultó únicamente en 73 rendiciones.
El 24 de septiembre de 1955 Chin Peng le escribió una carta a Rahman ofreciéndole una negociación de paz. El Ministro Jefe de la Federación Malaya aceptó y el 17 de octubre dos representantes del Gobierno malayo se reunieron con Chin Peng y otro miembro del Comité Ejecutivo Central del PCM en Klian Intan. En noviembre volvieron a reunirse en dos ocasiones más.
El 24 de diciembre el PCM lanzó un "Programa de Ocho Puntos" en el que llamaba al fin de las Regulaciones de Emergencia, un cese de las hostilidades, la reforma del sistema político malayo, derechos democráticos, apoyo a la paz mundial y atención a otros asuntos incluyendo la educación, la sanidad, el bienestar y la producción industrial.
Las negociaciones culminaron en el encuentro de Baling celebrado entre el 28 y 29 de diciembre de 1955. Representando al gobierno estaban Tunku Abdul Rahman, David Marshall (ministro jefe de Singapur) y Sir Cheng Lock Tan, líder de la Asociación China Malaya. En la delegación comunista se encontraban Chin Peng, Chen Tian y Abdul Rashid bin Maidin. Chin Peng quiso reconocimiento legal para el PCM y un retorno a la situación previa a la Emergencia Malaya. El Gobierno demandó la disolución del PCM y las negociaciones se rompieron.
En 1956 Chin Peng escribió a Tunku Abdul Rahman ofreciendo retomar las negociaciones. En esta ocasión, Rahman rechazó la oferta mediante una retransmisión realizada el 2 de abril.
En abril de 1957, un miembro del Buró Político a cargo de las Operaciones del Sur del EPLM desde 1953, fue sobornado para rendirse a las fuerzas de seguridad malayas.
Para julio de 1957, alrededor de 78.000 km² de la superficie total de Malasia fueron declaradas por el Gobierno como "Áreas Blancas" - áreas en las que el EPLM había sido esencialmente eliminado y las Regulaciones de Emergencia habían sido retiradas. En agosto de 1957, Kuala Lumpur y su distrito fueron declaradas como "Área Blanca". Para mediados de 1958 el EPLM existía principalmente en Perak y la parte sur de Johore. Para principios de 1959 el EPLM estaba activo únicamente alrededor de la frontera con Tailandia.
Mientras tanto, el 31 de agosto de 1957, Malasia obtenía la independencia del Reino Unido. Tunku Abdul Rahman fue nombrado primer ministro. El director de Operaciones contra la insurrección, sin embargo, continuó siendo un general británico, el teniente general Archibald Cassels.
El 31 de julio de 1960 el Gobierno malayo declaró formalmente que la Emergencia Malaya había terminado. Sin embargo, las Restricciones de Emergencia continuaron vigentes en el área próxima a la frontera con Tailandia.

### Después de 1960
A mediados de la década de 1960 el Departamento de Estado de EE. UU. estimaba que el PCM contaba con aproximadamente 2.000 miembros.
La fuerza guerrillera comunista, con una fuerza de alrededor 500 combatientes, continuó subsistiendo en ambos lados de la frontera con Tailandia. Mientras tanto, Chin Peng y otros cuadros del Partido refugiados en la República Popular China tenían un contacto limitado con las bases de la jungla malaya. En 1969 comenzaron a emitir desde Hunan (China) una radio llamada Suara Revolusi Malaya (La Voz de la Revolución Malaya), retransmitiendo a sus simpatizantes en Malasia y Singapur. Esta emisora fue retirada del aire en 1981 a petición de Deng Xiaoping.
También en 1969, en respuesta a la intensificación de la Guerra de Vietnam y la Revolución Cultural en China, el Partido consolidó su estrategia de lucha armada. En 1970, sin embargo, sus bases en Tailandia se convulsionaron debido a los juicios y ejecuciones de supuestos espías. Dos facciones disidentes se formaron y condenaron la purga. Chin Peng, por consiguiente, negó su implicación y rehabilitó a sus camaradas acusados.
En 1989 el PCM finalmente entregó las armas. El 2 de diciembre, en la ciudad de Had Yai al sur de Tailandia, Chin Peng, Rashid Maidin y Abdullah C. D. se reunieron con representantes de los gobiernos malayo y tailandés. Posteriormente se firmaron distintos acuerdos de paz entre el PCM y los gobiernos de Malasia y Tailandia.